# Saint-Ganton
Saint-Ganton (auf Gallo: Saent-Ganton, auf Bretonisch Sant-Weganton) ist eine französische Gemeinde mit 414 Einwohnern (Stand: 1. Januar 2022) im Département Ille-et-Vilaine in der Region Bretagne. Sie gehört zum Arrondissement Redon und zum Kanton Redon.

## Geographie
Die Gemeinde Saint-Ganton liegt 15 Kilometer nordöstlich von Redon. Sie grenzt im Norden an Pipriac, im Nordosten an Guipry-Messac, im Südosten und Süden an Langon und im Westen an Saint-Just. Das Siedlungsgebiet befindet sich ungefähr auf 80 Metern über Meereshöhe.

## Bevölkerungsentwicklung
| Jahr                       | 1962 | 1968 | 1975 | 1982 | 1990 | 1999 | 2011 | 2020 |
| Einwohner                  | 504  | 490  | 461  | 405  | 381  | 388  | 418  | 424  |
| Quellen: Cassini und INSEE |      |      |      |      |      |      |      |      |

## Sehenswürdigkeiten

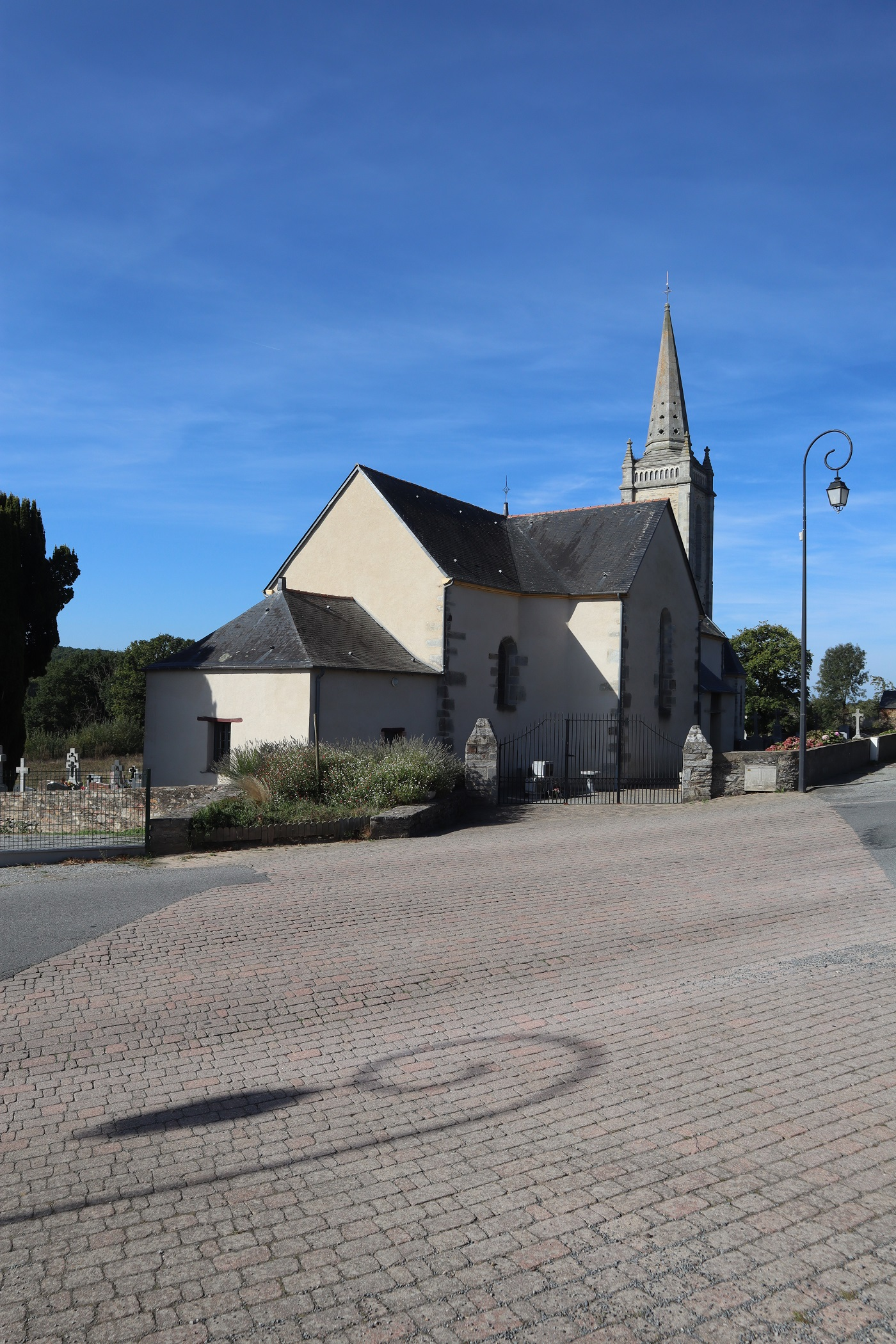
Kirche Saint-Quentin
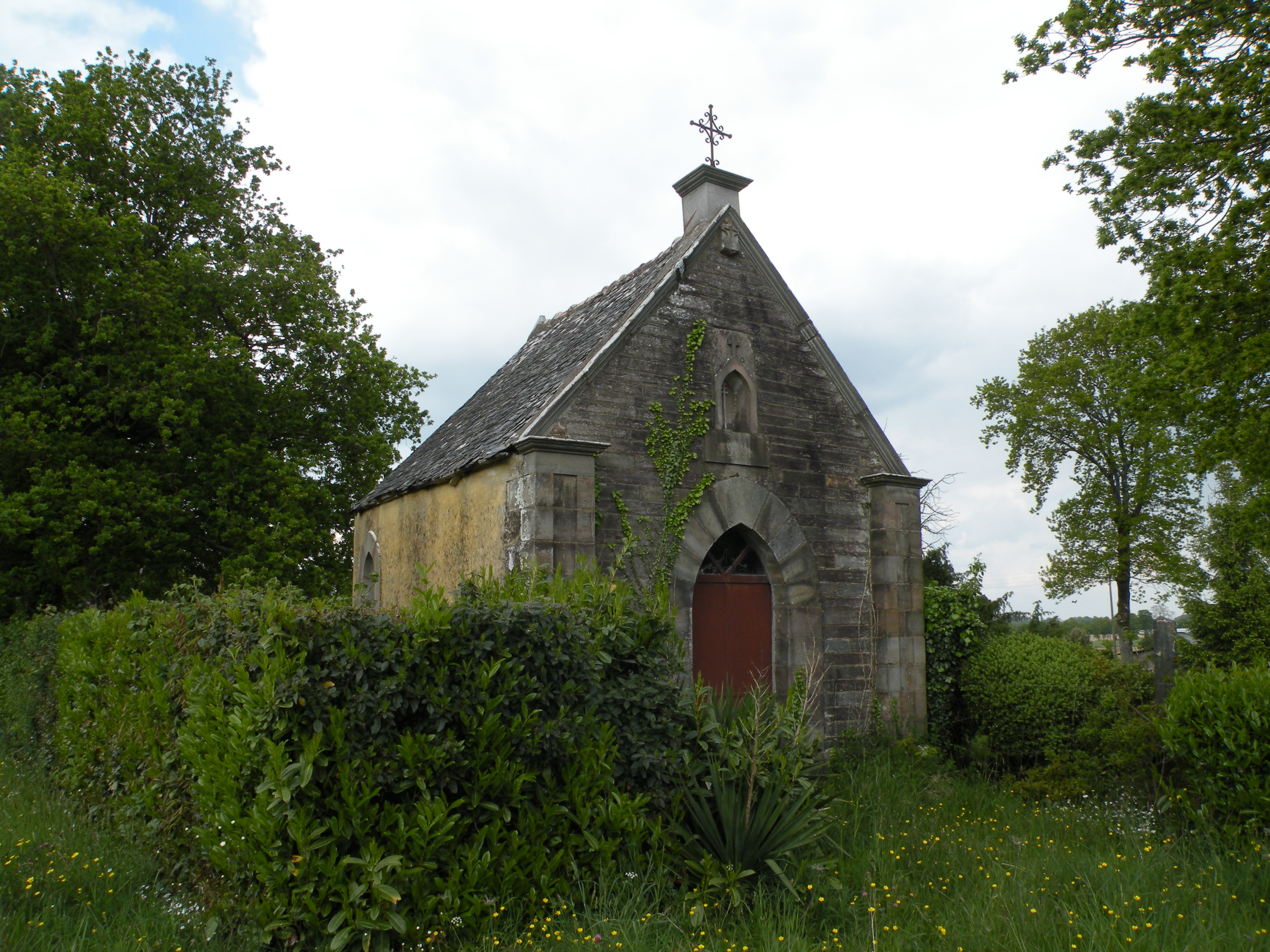
Kapellen Saint-Cornély und Saint-Mathurin
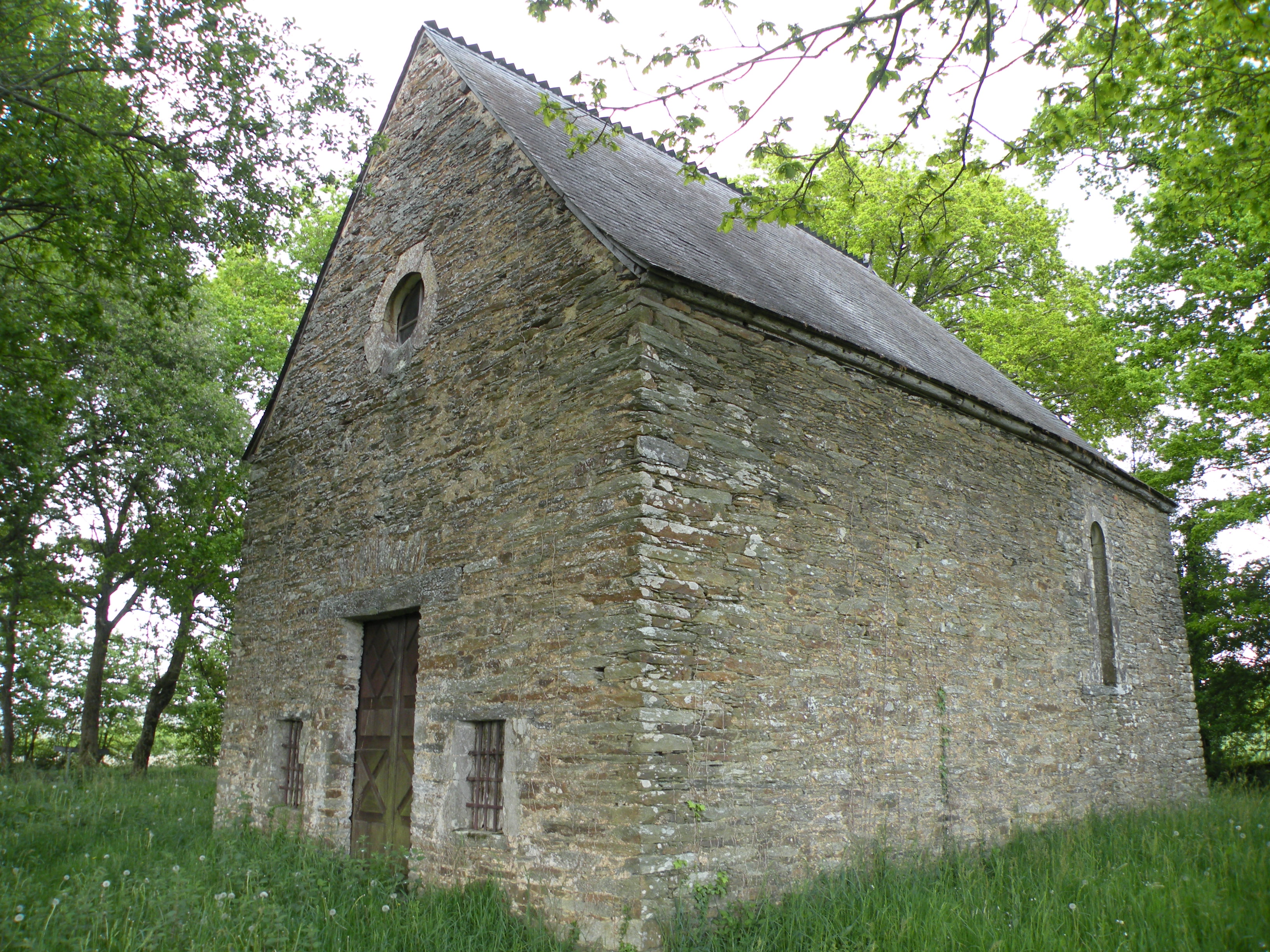
Kapelle Saint-Mathurin
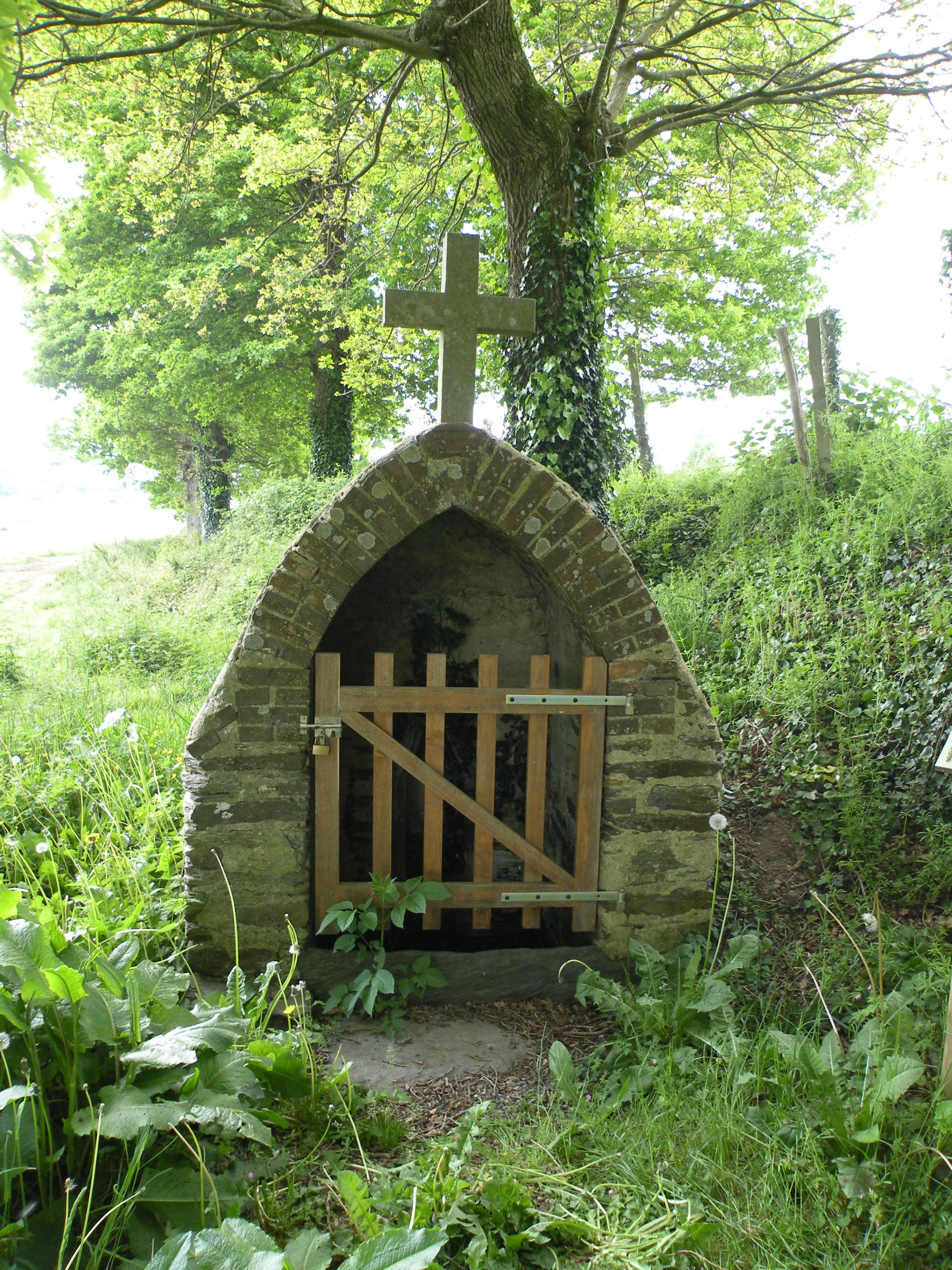
Oratorium Saint-Eutrope

- Kirche Saint-Quentin
- Kapelle Saint-Cornély
- Kapelle Saint-Mathurin
- Oratorium Saint-Eutrope